# Mladí a hladoví
Mladí a hladoví (v anglickém originále Young & Hungry) je americký seriál, který vysílá stanice ABC Family/Freeform od 25. června 2014. Jeho tvůrcem je David Holden a výkonnou producentkou je Ashley Tisdale. Hlavními hvězdami seriálu jsou Emily Osmentová, Jonathan Sadowski, Aimee Carrerová, Kym Whitleyová a Rex Lee.
Dne 7. března 2016 dala stanice Freeform zelenou čtvrté řadě, která měla premiéru 1. června 2016. Dne 15. března bylo oficiálně potvrzeno, že pátá řada bude řadou poslední. Bude obsahovat deset dílů. Stanice Freeform také oznámila, že připravuje dvouhodinový film, který uzavře seriál. Poslední díl se vysílal dne 25. července 2018. Dne 24. srpna 2018 bylo oznámeno, že závěrečný film nebude natočený.

## Děj
Seriál sleduje mladého milionáře Joshe Kaminski (Jonathan Sadowski), který se rozhodl zaměstnat jako osobní kuchařku mladou bloggerku Gabi Diamond (Emily Osmentová). Aby si udržela svojí novou práci, musí prokázat svůj um Joshovu osobnímu asistentovi Elliotovi (Rex Lee), který by byl raději, kdyby zaměstnal jako kuchaře nějakou celebritu. Poté děj sleduje příběh obou dvou hlavních postav a jejich přátel po sexu na jednu noc ihned po prvním setkání.
Seriál je založen na příběhu bloggerky Gabi Moskowitz ze San Francisca.

## Obsazení

### Hlavní role
- Emily Osmentová jako Gabi Diamondová, mladá kuchařka, která žije v San Franciscu se svojí nejlepší kamarádkou Sofií. Miluje vaření a dokáže připravit to, co mají lidé rádi k jídlu. Ráda říká, že uhodnout na jaké jídlo člověk myslí, je její vlastní, jedinečná superschopnost. Její matka zemřela v období Gabiiny puberty a od té doby je odkázaná sama na sebe. Přesto, že nemá potřebnou kvalifikaci k tomu získat post osobní kuchařky, Josh souhlasí, že ji přijme, pokud připraví večeři, jež donutí jeho přítelkyni říct "ano" na jeho žádost o ruku. Poté, co se Caroline, Joshova přítelkyně, s Joshem rozejde namísto přijetí nabídky k sňatku, cítí se rozrušený a stráví noc s Gabi. Společně se rozhodnou držet to v tajnosti, což způsobuje její komplikované pocity k Joshovi, a zhoršuje se to i tím, když se Caroline k Joshovi vrátí. Navíc se Gabi na nějakou dobu zcela zřekne randění s jinými muži. Jinak Gabi bere svou práci velice vážně a díky ní si plní svůj sen stát se profesionální šéfkuchařkou.
- Jonathan Sadowski jako Josh Kaminski, bohatý a mladý technický vývojář a milionář. Je extrémně chytrý a charismatický, často jedná podle své intuice. Přesto se někdy chová arogantně a trochu materialisticky. Poté, co se s Gabi opili a strávili spolu noc, rozhodl se držet to v tajnosti, aby to mohl urovnat se svojí marnivou přítelkyní Caroline. I přes fakt, že spal s Gabi, chce udržet jejich vztah na profesionální úrovní. Nicméně, něco ke Gabi cítí, dává ji životní rady a snaží se ji chránit. V posledním díle první řady zjistí, že je do Gabi zamilovaný, ale nechce jí to říct, protože by to jejich vztah pouze zkomplikovalo. Další řady se soustředí na jeho zmatené city ke Gabi, i když svých eskapád s ženami se nezbaví.
- Aimee Carrerová jako Sofia Maria Consuela Rafaella Rodriguezová, ambiciozní bankovní úřednice a Gabiina nejlepší kamarádka a spolubydlící. Je to velmi rázná a mladá kariéristka. Její práce zahrnuje přípravu kafe pro klienty a nadřízené v bance. Plně podporuje Gabi, dává ji rady, ale často to jsou jen blbosti k udržení její práce. Ví o Gabiiném úletu s Joshem a nečekaně se stává s Caroline kamarádkou. Je velice kreativní, inteligentní a přátelská, ale ambiciózní a spravedlivá, snaží se jít za svým snem a je neuvěřitelně nespokojená, když nemá práci. Často se ráda hádá a dokazuje sama sobě, ale i ostatním, že má pravdu.
- Kym Whitleyová jako Yolanda, Joshova hospodyně. Často mluví velice hlasitě a nebojí se říct, co si myslí. Je drzá s trochou dávkou vtipu. U Joshe je její hlavní povinností udržovat byt čistý a v dobrém stavu. Yolanda je první, která se dozví o společné noci Joshe a Gabi. Ona a Elliot neustále hašteří. Má zvláštní vztah se svým exmanželem Colemanem a nadevše miluje své dvě děti, avšak dělá jí problém smířit se s tím, že obě už mají svůj vlastní život a nepotřebují její neustálou ochranu. Kromě toho má sestru Jolandu, se kterou úplně nejlepší vztah nemá, ale i přesto se dokáží někdy rozumně domluvit.
- Rex Lee jako Elliot Park, Joshův publicista a jeho pravá ruka. Elliot je otevřený gay a je toho názoru, že by raději zaměstnal profesionálního a slavného kuchaře než Gabi. Dělá vše proto, aby se postaral a udělal Joshe šťastného. Je jeden z mála lidi, kteří vědí o Joshovi a Gabi. Elliot a Gabi spolu občas bojují, ale ve skutečnosti jsou dobří přátelé. Má velice osobitý a pro něj typický způsob vyjadřování. Je pro něj těžké najít si partnera, až se i na něj štěstěna usměje.

| Postavy                         | Herec             | Národnost     | Český dabing      | Český dabing      | Český dabing      | Český dabing      | Český dabing      |
| Hlavní role                     | Hlavní role       | Hlavní role   | 1.série           | 2.série           | 3.série           | 4.série           | 5.série           |
| ------------------------------- | ----------------- | ------------- | ----------------- | ----------------- | ----------------- | ----------------- | ----------------- |
| Gabi Diamondová                 | Emily Osmentová   | USA           | Rozita Erbanová   | Rozita Erbanová   | Anna Theimerová   | Anna Theimerová   | Anna Theimerová   |
| Josh Xander Kaminski            | Jonathan Sadowski | USA           | Ivo Hrbáč         | Ivo Hrbáč         | Ivo Hrbáč         | Ivo Hrbáč         | Ivo Hrbáč         |
| Sofia Rodriguezová              | Aimee Carrerová   | USA           | Terezie Taberyová | Terezie Taberyová | Terezie Taberyová | Terezie Taberyová | Terezie Taberyová |
| Yolanda                         | Kym Whihleyová    | USA           | Helena Dytrtová   | Helena Dytrtová   | Helena Dytrtová   | Helena Dytrtová   | Helena Dytrtová   |
| Elliot Park                     | Rex Lee           | USA           | Radovan Vaculík   | Radovan Vaculík   | Radovan Vaculík   | Radovan Vaculík   | Radovan Vaculík   |
| Vedlejší role                   | Vedlejší role     | Vedlejší role | 1.série           | 2.série           | 3.série           | 4.série           | 5.série           |
| Caroline Penelope Huntingtonová | Mallory Jansenová | Austrálie     | Anna Theimerová   |                   |                   |                   |                   |
| Cooper Finley                   | Jesse McCartney   | USA           | Pavel Dytrt       | Pavel Dytrt       |                   |                   |                   |
| Jake Kaminski                   | Jayson Blair      | USA           |                   | Oldřich Hajlich   | Oldřich Hajlich   |                   |                   |
| Ms. Bernice Wilsonová           | Betty Whiteová    | USA           |                   |                   |                   |                   | (bude oznámeno)   |

### Hvězdní hosté
- Ashley Tisdale jako Logan Rawlingsová (český dabing: Klára Šumanová)
- Kylie Minogue jako Shauna (český dabing: Hana Ševčíková)
- Keegan Allen jako Tyler
- Jerry O'Connell jako Nick Diamond

## Vývoj a produkce
23. srpna 2013 stanice ABC Family objednala pilotní epizodu seriálu. Pilot byl napsán Davidem Holdenem a režírován Andym Cadiffem. Ashley Tisdaleová, Eric Tannenbaum, Kim Tannenbaumová a Jessica Rhoadesová se stali výkonnými producenty.
Natáčení pilotní epizody začalo 21. dubna 2014. Dne 25. června 2014 měl seriál premiéru, společně se seriálem Mystery Girls. Dne 29. září 2014 získal seriál druhou sérii. Dne 24. června 2015 byla zveřejněn první webdíl s Gabi Moskowitzovou. Dne 19. srpna 2015 ABC Family objednala třetí sérii seriálu, která měla premiéru 3. února 2016 na stanici Freeform. Freeform dal zelenou čtvrté sérii, která měla premiéru 1. června 2016. Dne 15. března bylo oficiálně potvrzeno, že pátá řada bude řadou poslední. Bude obsahovat deset dílů. Stanice Freeform také oznámila, že připravuje dvouhodinový film, který uzavře seriál. Dne 24. srpna 2018 bylo oznámeno, že závěrečný film nebude natočený. 

### Casting
V září 2013 byla obsazena do hlavní role Emily Osmentová, následovalo obsazení Aimee Carrerové do role nejlepší kamarádky Gaby. Krátce poté Jonathan Sadowski a Rex Lee byli obsazeni do seriálu. Kym Whitley byla poslední herečkou připojenou k seriálu. MTV oznámilo, že Kylie Minogue si zahraje hostující roli ve druhé sérii.

## Přehled řad
| Řada | Díly | Premiéra v USA  | Premiéra v USA     | Premiéra v ČR  | Premiéra v ČR     |
| Řada | Díly | První díl       | Poslední díl       | První díl      | Poslední díl      |
| ---- | ---- | --------------- | ------------------ | -------------- | ----------------- |
| 1    | 10   | 25. června 2014 | 27. srpna 2014     | 13. února 2016 | 22. února 2016    |
| 2    | 21   | 25. března 2015 | 24. listopadu 2015 | 23. února 2016 | 14. března 2016   |
| 3    | 10   | 3. února 2016   | 6. dubna 2016      | 16. října 2017 | 19. října 2017    |
| 4    | 10   | 1. června 2016  | 3. srpna 2016      | 20. října 2017 | 23. října 2017    |
| 5    | 20   | 13. března 2017 | 25. července 2018  | 23. října 2017 | 31. prosince 2018 |

## Přijetí

### Sledovanost
První řada skončila s hodnocením 0,4 v demografické skupině 18–49 s průměrným hodnocením 900 000 diváků.

### Ocenění a nominace
| Rok  | Ocenění               | Kategorie                                 | Nominován         | Výsledek |
| ---- | --------------------- | ----------------------------------------- | ----------------- | -------- |
| 2014 | Teen Choice Award     | Letní TV show                             | Mladí a hladoví   | nominace |
| 2014 | Teen Choice Award     | Letní TV hvězda: žena                     | Emily Osmentová   | nominace |
| 2015 | People's Choice Award | Nejoblíbenější kabelová televizní komedie | Mladí a hladoví   | nominace |
| 2015 | Teen Choice Awards    | Nejlepší televizní komedie                | Mladí a hladoví   | nominace |
| 2015 | Teen Choice Awards    | Nejlepší televizní herečka: komedie       | Emily Osmentová   | nominace |
| 2015 | Teen Choice Awards    | Nejlepší televizní zlodějka scén          | Ashley Tisdaleová | nominace |
| 2016 | People's Choice Award | Nejoblíbenější kabelová televizní komedie | Mladí a hladoví   | nominace |
| 2016 | Teen Choice Awards    | Nejlepší letní televizní komedie          | Mladí a hladoví   | nominace |
| 2016 | Teen Choice Awards    | Nejlepší letní televizní herečka          | Emily Osmentová   | nominace |
| 2016 | Imagen Awards         | Nejlepší televizní komedie                | Mladí a hladoví   | nominace |
| 2017 | Teen Choice Awards    | Nejlepší televizní komedie                | Mladí a hladoví   | nominace |

## Spin-off
V průběhu dubna 2016 bylo potvrzeno, že Young & Hungry by mohl pravděpodobně dostat spin-off s názvem Young & Sofia. V květnu 2016 se objevily informace, že hlavní tváří připravovaného seriálu bude Aimee Carrero se svojí postavou Sofie. Obsazení pak doplní Ashley Tisdale jako Logan Rowlingsová, Steve Talley jako Kendrick a Ryan Pinkston jako Leo. Spin-off bude představen v osmém díle čtvrté řady. Seriál však nebyl vybrán stanicí do vysílání. 